# Иванец Бистрански
Иванец Бистрански је насељено место у саставу Града Запрешића у Загребачкој жупанији, Хрватска. До територијалне реорганизације у Хрватској налазио се у саставу старе загребачке приградске општине Запрешић.

## Становништво
На попису становништва 2011. године, Иванец Бистрански је имао 937 становника.

## Попис1991.
На попису становништва 1991. године, насељено место Иванец Бистрански је имало 823 становника, следећег националног састава:
| Попис 1991.‍  | Попис 1991.‍  | Попис 1991.‍ | Попис 1991.‍ | Попис 1991.‍ |
| ------------ | ------------ | ----------- | ----------- | ----------- |
|              |              |             |             |             |
| Хрвати       | Хрвати       |             | 779         | 94,65%      |
| Југословени  | Југословени  |             | 10          | 1,21%       |
| Срби         | Срби         |             | 6           | 0,72%       |
| Словенци     | Словенци     |             | 2           | 0,24%       |
| Бугари       | Бугари       |             | 1           | 0,12%       |
| Муслимани    | Муслимани    |             | 1           | 0,12%       |
| Словаци      | Словаци      |             | 1           | 0,12%       |
| неопредељени | неопредељени |             | 8           | 0,97%       |
| регион. опр. | регион. опр. |             | 1           | 0,12%       |
| непознато    | непознато    |             | 14          | 1,70%       |
| укупно: 823  |              |             |             |             |